# Commissario Navarro
Commissario Navarro, od anche Il commissario Navarro, (Navarro) è una serie televisiva poliziesca francese, ideata da Tito Topin e da Pierre Grimblat. e prodotto dal 1989 al 2007. Protagonista della serie, nel ruolo di Navarro, è l'attore Roger Hanin.
La serie è stata girata per 16 stagioni per un totale di 108 episodi: il primo episodio venne trasmesso il 26 ottobre 1989, l'ultimo il 19 aprile 2007. In Francia, la serie è stata più volte premiata con 7 d'or.
In Italia, i primi 60 episodi della serie furono trasmessi da Rai 2, a partire dal 1991. Dal 2008, la serie, ridoppiata, è passata su Rete 4 (a partire dal 27 aprile 2008).

## Descrizione
Protagonista delle vicende è Antoine Navarro (Roger Hanin), commissario di polizia a Parigi, che, dopo la sparizione della moglie, vive solo con la figlia Yolanda (Emmanuelle Boidron). A lui spetta il compito di risolvere i casi più intricati assieme ai suoi collaboratori, gli ispettori Bain-Marie, Auquelin, Blomet, Borrelli, Martin, Barrada, Maudiard e Boldec.

## Interpreti della serie

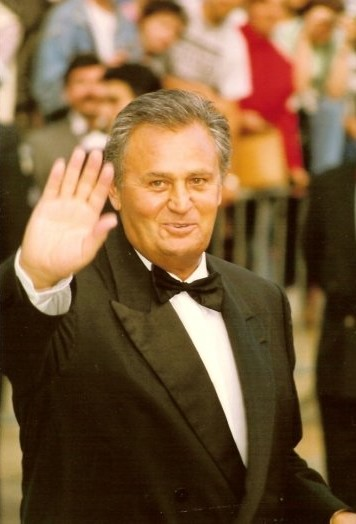
L'interprete principale della serie Roger Hanin

- Roger Hanin : commissario principal Antoine Navarro  (1989-2005)
- Emmanuelle Boidron : figlia del commissario Yolande Navarro  (1989-2005)
- Catherine Allégret : Ginette Bouloche alias Ginou (1989-1995 puis 1999-2005)
- Françoise Armelle : Gabrielle Laisi alias Gaby,  (1997-1998)
- Jacques Martial : ispettore, tenente Bain-Marie (1989-2004)
- Christian Rauth : ispettore, tenente  René Auquelin (1989-2004)
- Daniel Rialet : ispettore, tenente Joseph Blomet (1989-2004)
- Jean-Claude Caron : ispettore, tenente Guisseppe Borelli  (1994-2005)
- Grace de Capitani Ispettore Laura Marcos (1993)
- Viktor Lazlo : capitano Roussel (2005)
- Jean-Marie Mistral : Christian Martin (1989-2005)
- Marie Fugain : tenente Carole Maudiard (2000-2005)
- Filip Nikolic : tenente Yann Boldec (2001-2005)
- Anthony Dupray : tenente Lucas Paoli (2003-2006)
- Maurice Vaudaux : Questore Maurice Waltz (1989-2006)
- Bernard Larmande : Dottor Salvo Carlo  (1989-2005)
- Michel Pilorgé : Professor  Bloch,  polizia scientifica (1991-2005)
- Sam Karmann : ispettore, commissario François Barrada (1989-1993)
- Isabelle Mergault : Miss Lulu,  (1989-1991)

### Guest star
- Pierre Abbou (Coup bas, 1994)
- Brigitte Auber (Un mort sans avenir, 1991)
- Paul Barge (Le cimetière des sentiments, 1995)
- Gilbert Bécaud (Fort Navarro, 1994)
- Lucas Belvaux (Coupable, je présume?, 1993)
- Jean-Pierre Bernard (Mademoiselle Navarro, 2000)
- Jean-Pierre Bisson (Le cimetière des sentiments, 1995)
- Dany Boon (Coups bas, 1994)
- Max Boublil (L'émeute, 1999)
- Élizabeth Bourgine (Au coeur du volcan, 2004 et L'Âme en vrac, 2005)
- Jean-Pierre Bouvier (Ainsi soit-il, 2003)
- Nicole Calfan (La peau d'un mulet, 2001)
- Clovis Cornillac (En suivant la caillera, 1993)
- Georges Corraface ( Clan des Clandestins, 1991)
- Michel Creton (Sanglante nostalgie, 1995, Escort Blues, 2004 et Adolescence brisée, 2005)
- Jean-Claude Dauphin (Sentiments mortels, 1995)
- Marianne Denicourt (Le collectionneur, 1991)
- Ivan Desny (Dernier casino, 1992)
- Solveig Dommartin (Sentiments mortels, 1995)
- Daniel Duval (Triste carnaval, 1994)
- Constanze Engelbrecht (Samouraï, 1990)
- Olivier Escaffre (Ratas, 1991)
- Stéphane Ferrara (Billets de sang, 1990)
- Geneviève Fontanel (Mademoiselle Navarro, 2000)
- Guillaume Gallienne (rôle de Johnny Banane, 1995)
- Jean-François Garreaud (Suicide d'un flic, 1998)
- Claude Jade (Sentiments mortels, 1995)
- Agnès Jaoui (Comme des frères, 1991)
- Jean-Pierre Kalfon (Dernier casino, 1992)
- Philippe Khorsand (Graine de Macadam, 2001)
- Hassan Koubba (Mortelles violences, 2005)
- Michèle Laroque (Coupable, je présume? ,1993)
- Viktor Lazlo (Secrets, 1998)
- Herbert Léonard (La Mort un dimanche, 2004)
- Corinne Le Poulain (Verdict, 1997; Double meurtre, 2004)
- Maxime Leroux (Strip-show, 1990)
- Thérèse Liotard (Zéro pointé, 2001)
- Corinne Marchand (Le parfum du danger, 1997)
- François Marthouret (Salade russe, 1990)
- Olivier Martinez (Barbès de l'aube à l'aurore, 1990)
- Mike Marshall (Police rackett, 2001)
- Edward Meeks (Un rouleau ne fait pas le printemps, 1989)
- Patrice Melennec (Enlèvement demandé, 1991 et Marchands d'hommes, 2002)
- Georges Moustaki (Jour de Colère, 2004)
- Isabel Otéro (Femmes en colère, 1994)
- Christine Pascal (Fils de périph 1989)
- Valérie Pascal (Terreur à domicile, 2000)
- Jean-François Poron (Une affaire brûlante, 2002)
- Olivier Py (Le cimetière des éléphants, 1990)
- Jocelyn Quivrin (Meurtre en famille, 1999)
- Catherine Rouvel (Les chiffonniers de l'aube, 1995)
- Ludivine Sagnier  (Sur ma vie, 1999)
- Maria Schneider (L'ombre d'un père, 1995)
- Tomer Sisley (Un bon flic, 1997)
- Nils Tavernier (Les chiffonniers de l'aube, 1995)
- Guillaume de Tonquédec  ( Fascination, 2003)
- Gaspard Ulliel (La Machination, 2000)
- Christian Vadim (Délocalisation, 2001)

## Location
- L'abitazione di Navarro è situata nella Tour Athènes nel quartiere Italie 13 nel XIII arrondissement di Parigi (l'indirizzo fittizio nella serie è 13, rue du Javelot).
- L'entrata del commissariato è in realtà la porta di sud-ovest dell'Hôpital Saint-Louis, situato a Place du Docteur-Alfred-Fournier, all'incrocio di rue Bichat e dell'avenue Richerand, nel X arrondissement di Parigi.
- Il café di Ginou è il Café de l'Époque, situato al numero 2 di rue du Bouloi, nel I arrondissement di Parigi, in prossimità della Galerie Véro-Dodat.

## Episodi

### Prima stagione (1989)
1. La fille d'André
2. Le rouleau ne fait pas le printemps
3. Fils de périph
4. Folie de flic

### Seconda stagione (1990)
1. Strip Show
2. Barbès de l'aube à l'aurore
3. Mauvaise Action
4. Samouraï
5. Mort d'une fourmi
6. Cimetière des éléphants
7. Billets de sang
8. Salades russes
9. Méprise d'otages

### Terza stagione (1991)
1. Le bal des gringos
2. Comme des frères
3. Un mort sans avenir
4. Les chasses-neiges
5. À L'ami a la mort
6. Enlèvement demandé
7. Dans les cordes
8. Le collectionneur
9. Le clan des clandestins
10. La mariée est en rouge
11. Mort clinique

### Quarta stagione (1992)
1. Mort d'un témoin
2. Le dernier Casino
3. L'étoffe de Navarro
4. Les enfants de nulle part
5. Le voisin du dessus

### Quinta stagione (1993)
1. L'honneur de Navarro
2. Le contrat
3. Coupable je présume?
4. Froid devant
5. Crime de sang
6. En suivant la caillera
7. L'échange
8. Un visage d'ange
9. Triste Carnaval
10. Les gens de peu

### Sesta stagione (1994)
1. Fort Navarro
2. Le choix de Navarro
3. Coups bas
4. Femmes en colère

### Settima stagione (1995)
1. Meurtre d'un salaud
2. Sanglante Nostalgie
3. Sentiments mortels
4. L'ombre d'un père
5. L'encaisseur
6. Les chiffonniers de l'aube
7. La trahison de Ginou
8. Le fils unique
9. Le cimetière des sentiments

### Ottava stagione (1997)
1. Regrettable incident
2. Une femme à l'index
3. Le parfum du danger
4. Verdict
5. Un mari violent
6. Un bon flic

### Nona stagione (1998)
1. Pleure pas petit homme
2. Pas de grève pour le crime
3. La colère de Navarro
4. Secret
5. Suicide de flic
6. Avec les loups
7. Thomas l'enfant battue

### Decima stagione (1999)
1. Esclavage moderne
2. Bus de nuit
3. Sur ma vie
4. L'émeute
5. Meurtres en famille

### Undicesima stagione (2000)
1. Vengeance Aveugle
2. Jusqu'au bout de la vie
3. Une fille en flamme
4. Terreur à domicile
5. Promotion macabre
6. Mademoiselle Navarro
7. Ne pleurez pas Jeannette
8. La machination

### Dodicesima stagione (2001)
1. Graines de Macadame
2. Le parrain
3. Délocalisation
4. La peau d'un mulet
5. Zéro pointé
6. Police Racket

### Tredicesima stagione (2002)
1. Chute d'un ange
2. Marchand d'homme
3. Flics et Trafics
4. La revenante
5. Sortie autorisée
6. Voleur sans défense
7. Une Affaire Brûlante

### Quattordicesima stagione (2003)
1. Fascination
2. Le bourreau de l'ombre
3. La foire au sentiment
4. Ainsi soit-il

### Quindicesima stagione (2004)
1. Manipulation
2. Double meurtres
3. Escort blues
4. Mortelle violence
5. Une femme au abois
6. La mort un dimanche
7. Au cœur du volcan
8. Jour de colère

### Sedicesima stagione (2005)
1. Blessure profonde
2. Adolescence brisée
3. L'âme en vrac
4. Disparition
5. Famille blessée

## Spin-Off
La serie ha avuto du spin-off:
- un film tv del 2005 incentrato sulla figlia Yolande dal titolo Mademoiselle Navarro e
- una serie tv dal 2007 al 2009 dal titolo Brigade Navarro (di 8 episodi).